# Andy Aitken
Pour les articles homonymes, voir Aitken.
Andrew "Daddler" Aitken, couramment appelé Andy Aitken, est un footballeur international puis entraîneur écossais, né le 27 avril 1877, à Ayr et décédé le 15 février 1955 . Il évolue au poste de défenseur et il est principalement connu pour avoir joué 11 saisons à Newcastle United. Il remporte avec ce club un titre de champion d'Angleterre. Il compte par ailleurs 14 sélections en équipe d'Écosse.
Devenu entraîneur, il dirige notamment Middlesbrough et  Leicester City.

## Biographie

### Carrière en club
Natif d'Ayr, il est formé dans différents clubs locaux de jeunes avant de s'engager en 1895 avec Newcastle United, tout récemment formé depuis trois ans et alors en Division 2. Il participe à l'obtention de la promotion en Première Division, à la suite de la deuxième place acquise lors de la saison 1897-98.
Il porte le brassard de capitaine du club de 1899 à 1905, participant à la conquête du titre de champion d'Angleterre en 1905, ce qui est la première victoire dans cette compétition pour les Magpies, ainsi qu'à deux places de finaliste en FA Cup en 1905 et 1906.
Il quitte Newcastle United en novembre 1906 pour devenir joueur-entraîneur à Middlesbrough puis à Leicester Fosse (nom porté alors par Leicester City), pour deux saisons à chaque fois.
Il rejoint ensuite le championnat écossais, en 1911, à Dundee puis à Kilmarnock, simplement comme joueur, pour une saison à chaque fois, avant de mettre un terme définitif à sa carrière de joueur, à la suite d'une sérieuse blessure à l'aine. 
Il devient par la suite entraîneur de Gateshead, avant de quitter le milieu du football, devenant propriétaire d'un pub à Tyneside, où il habite jusqu'à son décès en 1955.

### Carrière internationale
Andy Aitken reçoit 14 sélections en faveur de l'équipe d'Écosse. Il joue son premier match le 30 mars 1901, pour un match nul 2-2, à Crystal Palace, à Londres, contre l'Angleterre en British Home Championship. Il reçoit sa dernière sélection le 1er avril 1911, pour un match nul 1-1, au Goodison Park de Liverpool, toujours contre l'Angleterre en British Home Championship. Il n'inscrit aucun but lors de ses 14 sélections.
Il participe avec l'Écosse aux British Home Championships de 1901 à 1908 ainsi que 1910 et 1911.

## Palmarès

### Comme joueur
- Newcastle United :
  - Champion d'Angleterre en 1904-05
  - Vice-champion de Division 2 en 1897-98
  - Finaliste en FA Cup en 1905 et 1906